# Anthrax angulatus
Anthrax angulatus är en tvåvingeart som beskrevs av Brethes 1909. Anthrax angulatus ingår i släktet Anthrax och familjen svävflugor. Inga underarter finns listade i Catalogue of Life.